# Coppa Italia di Serie B 2001-2002 (calcio a 5)
La Coppa Italia di Serie B 2001-2002 è stata la 4ª edizione della Coppa Italia di categoria. Ha preso il via il 22 settembre 2001 e si è conclusa il 3 marzo 2002.

## Formula
Le 72 società iscritte al campionato di serie B sono state divise secondo il criterio di vicinorietà in 24 accoppiamenti e 8 triangolari. Nella prima fase, le società coinvolte nei triangolari si affrontano reciprocamente tra loro in un unico incontro; si qualifica al turno successivo la squadra prima classificata. Negli accoppiamenti, così come nelle fasi successive, le società si affrontano in incontri a eliminazione diretta articolate in andata e ritorno, il cui ordine di svolgimento è stato stabilito per sorteggio. Risulta qualificata la squadra che nelle due partite di andata e ritorno, ha ottenuto il miglior punteggio, ovvero, a parità di punteggio, la squadra che ha realizzato il maggior numero di reti. In questa fase il meccanismo di passaggio del turno prevede incontri a eliminazione diretta al termine dei quali, qualora sussista la condizione di parità, si disputeranno due tempi supplementari con la formula del golden goal. Qualora anche al termine dei tempi supplementari le squadre risultino in parità, si procede all'effettuazione dei tiri di rigore.

## Prima fase

### Triangolari
La squadra che riposa nella prima giornata è stata determinata per sorteggio, così come la squadra che ha disputato la prima gara in trasferta. Nella seconda giornata riposa la squadra che ha vinto la prima gara o, in caso di parità, quella che ha disputato la prima gara in trasferta; nella terza giornata si svolge la gara fra le due squadre che non si sono incontrate in precedenza. Le squadre si affrontano reciprocamente tra loro in una gara unica; si qualificano alla fase successiva solamente le formazioni vincitrici del girone. Per determinare la squadra vincente si terrà conto nell'ordine: dei punti ottenuti negli incontri disputati; della migliore differenza reti; del maggior numero di reti segnate. Persistendo ulteriore parità, la vincente sarà determinata per sorteggio che sarà effettuato dalla Segreteria della Divisione Calcio a 5. La prima giornata si è tenuta il 19 settembre, la seconda il 26 settembre e la terza il 3 ottobre.

### Classifica

#### Triangolare 7
| Squadra     | P.ti | G | V | N | P | GF | GS | DR |
| ----------- | ---- | - | - | - | - | -- | -- | -- |
| San Michele | 6    | 2 | 2 | 0 | 0 | ?  | ?  | ?  |
| L'Eclisse   | 3    | 2 | 1 | 0 | 1 | ?  | ?  | ?  |
| Magione     | 0    | 2 | 0 | 0 | 2 | ?  | ?  | ?  |

| Squadra 1   | Risultato   | Squadra 2   |
| 1ª giornata | 1ª giornata | 1ª giornata |
| ----------- | ----------- | ----------- |
|             | -           |             |
| 2ª giornata |             |             |
|             | -           |             |
| 3ª giornata |             |             |
| L'Eclisse   | 8-7         | Magione     |

#### Triangolare 11
| Squadra         | P.ti | G | V | N | P | GF | GS | DR |
| --------------- | ---- | - | - | - | - | -- | -- | -- |
| San Benedetto   | 6    | 2 | 2 | 0 | 0 | ?  | ?  | ?  |
| Miracolo Piceno | 3    | 2 | 1 | 0 | 1 | ?  | ?  | ?  |
| Ascoli          | 0    | 2 | 0 | 0 | 2 | ?  | ?  | ?  |

| Squadra 1     | Risultato   | Squadra 2   |
| 1ª giornata   | 1ª giornata | 1ª giornata |
| ------------- | ----------- | ----------- |
|               | -           |             |
| 2ª giornata   |             |             |
|               | -           |             |
| 3ª giornata   |             |             |
| San Benedetto | 6-2         | Ascoli      |

#### Triangolare 25
| Squadra   | P.ti | G | V | N | P | GF | GS | DR |
| --------- | ---- | - | - | - | - | -- | -- | -- |
| Modugno   | 3    | 2 | 1 | 0 | 1 | 8  | 8  | 0  |
| Barletta  | 3    | 2 | 1 | 0 | 1 | 7  | 7  | 0  |
| Bisceglie | 3    | 2 | 1 | 0 | 1 | 4  | 4  | 0  |

| Squadra 1   | Risultato   | Squadra 2   |
| 1ª giornata | 1ª giornata | 1ª giornata |
| ----------- | ----------- | ----------- |
|             | -           |             |
| 2ª giornata |             |             |
|             | -           |             |
| 3ª giornata |             |             |
| Modugno     | 5-6         | Barletta    |

#### Triangolare 29
| Squadra  | P.ti | G | V | N | P | GF | GS | DR |
| -------- | ---- | - | - | - | - | -- | -- | -- |
| Gragnano | 4    | 2 | 1 | 1 | 0 | ?  | ?  | ?  |
| Forio    | 2    | 2 | 0 | 2 | 0 | ?  | ?  | ?  |
| Sinuessa | 1    | 2 | 0 | 1 | 1 | ?  | ?  | ?  |

| Squadra 1   | Risultato   | Squadra 2   |
| 1ª giornata | 1ª giornata | 1ª giornata |
| ----------- | ----------- | ----------- |
|             | -           |             |
| 2ª giornata |             |             |
|             | -           |             |
| 3ª giornata |             |             |
| Gragnano    | 6-2         | Sinuessa    |

#### Triangolare 8
| Squadra     | P.ti | G | V | N | P | GF | GS | DR  |
| ----------- | ---- | - | - | - | - | -- | -- | --- |
| Giemme      | 4    | 2 | 1 | 1 | 0 | ?  | ?  | +9  |
| San Lazzaro | 4    | 2 | 1 | 1 | 0 | ?  | ?  | +8  |
| Bologna FF  | 0    | 2 | 0 | 0 | 2 | ?  | ?  | -17 |

| Squadra 1   | Risultato   | Squadra 2   |
| 1ª giornata | 1ª giornata | 1ª giornata |
| ----------- | ----------- | ----------- |
|             | -           |             |
| 2ª giornata |             |             |
|             | -           |             |
| 3ª giornata |             |             |
| Bologna FF  | 4-12        | San Lazzaro |

#### Triangolare 24
| Squadra          | P.ti | G | V | N | P | GF | GS | DR |
| ---------------- | ---- | - | - | - | - | -- | -- | -- |
| ATS Quartu       | 6    | 2 | 2 | 0 | 0 | ?  | ?  | ?  |
| Costa di Sopra   | 3    | 2 | 1 | 0 | 1 | ?  | ?  | ?  |
| Quartiere Marina | 0    | 2 | 0 | 0 | 2 | ?  | ?  | ?  |

| Squadra 1        | Risultato   | Squadra 2   |
| 1ª giornata      | 1ª giornata | 1ª giornata |
| ---------------- | ----------- | ----------- |
|                  | -           |             |
| 2ª giornata      |             |             |
|                  | -           |             |
| 3ª giornata      |             |             |
| Quartiere Marina | 2-4         | ATS Quartu  |

#### Triangolare 26
| Squadra     | P.ti | G | V | N | P | GF | GS | DR |
| ----------- | ---- | - | - | - | - | -- | -- | -- |
| Team Matera | 6    | 2 | 2 | 0 | 0 | ?  | ?  | ?  |
| CUS Potenza | 3    | 2 | 1 | 0 | 1 | ?  | ?  | ?  |
| Real Matera | 0    | 2 | 0 | 0 | 2 | ?  | ?  | ?  |

| Squadra 1   | Risultato   | Squadra 2   |
| 1ª giornata | 1ª giornata | 1ª giornata |
| ----------- | ----------- | ----------- |
|             | -           |             |
| 2ª giornata |             |             |
|             | -           |             |
| 3ª giornata |             |             |
| Real Matera | 2-7         | Team Matera |

#### Triangolare 32
| Squadra          | P.ti | G | V | N | P | GF | GS | DR |
| ---------------- | ---- | - | - | - | - | -- | -- | -- |
| Libertas Corbino | 6    | 2 | 2 | 0 | 0 | ?  | ?  | ?  |
| Wisser Club      | 3    | 2 | 1 | 0 | 1 | ?  | ?  | ?  |
| Corleone         | 0    | 2 | 0 | 0 | 2 | ?  | ?  | ?  |

| Squadra 1   | Risultato   | Squadra 2   |
| 1ª giornata | 1ª giornata | 1ª giornata |
| ----------- | ----------- | ----------- |
|             | -           |             |
| 2ª giornata |             |             |
|             | -           |             |
| 3ª giornata |             |             |
| Wisser Club | 5-4         | Corleone    |

### Accoppiamenti
Gli incontri di andata si sono disputati il ?, quelli di ritorno il ? 2001 a campi invertiti.
| Squadra 1               | Totale      | Squadra 2            | Andata | Ritorno |
| ----------------------- | ----------- | -------------------- | ------ | ------- |
| Cesana RV               | 14 - 7      | Executive Millefonti | 4 - 6  | 10 - 1  |
| Bubalo 92               | 12 - 3      | Piemonte             | 7 - 2  | 5 - 1   |
| Gordona                 | 10 - 8      | SUB Milano           | 6 - 4  | 4 - 4   |
| Valprint Milano         | 9 - 10 (gg) | Domus Bresso         | 5 - 3  | 4 - 7   |
| San Lorenzo della Costa | 5 - 7       | IGP Pisa             | 3 - 1  | 2 - 6   |
| Livorno 94              | 14 - 12     | Pro Follonica        | 8 - 7  | 6 - 5   |
| Rimini                  | 10 - 5      | Palombina Nuova      | 7 - 3  | 3 - 2   |
| Palextra Fano           | 7 - 8 (gg)  | Fano                 | 4 - 4  | 3 - 4   |
| San Severino            | 6 - 5       | Macerata             | 3 - 4  | 3 - 1   |
| Dese                    | 8 - 4       | Altamarca            | 5 - 2  | 3 - 2   |
| Cadoneghe               | 14 - 6      | Ambroveneto          | 9 - 2  | 5 - 4   |
| Bubi Merano             | 8 - 4       | Pomarolo             | 2 - 2  | 6 - 2   |
| Manzano                 | 9 - 11      | Gradese              | 6 - 3  | 3 - 8   |
| Marina CSA              | 11 - 9      | D'Angelantonio       | 4 - 5  | 7 - 4   |
| Teate 94                | 6 - 11      | Avezzano             | 5 - 7  | 1 - 4   |
| Velletri                | 6 - 4       | Pomezia              | 4 - 1  | 2 - 3   |
| Bellator Frusino        | 13 - 5      | Ceccano              | 9 - 2  | 4 - 3   |
| Ostia                   | 14 - 9      | Civitavecchia        | 7 - 5  | 7 - 4   |
| CUS Viterbo             | 8 - 11      | Cerbara              | 4 - 7  | 4 - 4   |
| Lazio Calcetto          | 2 - 16      | Torrino              | 1 - 8  | 1 - 8   |
| CUS Campobasso          | 7 - 4       | Team Campobasso      | 5 - 2  | 2 - 2   |
| Nocerina                | 24 - 11     | Avellino             | 11 - 2 | 13 - 9  |
| Cristalmode             | 3 - 7       | Aversa               | 2 - 3  | 1 - 4   |
| Catanzaro               | 8 - 5       | Città di Cosenza     | 6 - 2  | 2 - 3   |

## Sedicesimi di finale
Gli incontri di andata si sono disputati il 23 ottobre, quelli di ritorno il 13 novembre 2001 a campi invertiti.
| Squadra 1        | Totale  | Squadra 2      | Andata | Ritorno |
| ---------------- | ------- | -------------- | ------ | ------- |
| Bubalo 92        | 8 - 5   | Cesana RV      | 2 - 1  | 6 - 4   |
| Gordona          | 11 - 10 | Domus Bresso   | 8 - 5  | 3 - 5   |
| IGP Pisa         | 10 - 8  | Livorno 94     | 7 - 6  | 3 - 2   |
| San Michele      | 13 - 7  | Giemme         | 5 - 4  | 8 - 3   |
| Fano             | 5 - 23  | Rimini         | 5 - 14 | 0 - 9   |
| San Severino     | 5 - 15  | San Benedetto  | 5 - 5  | 0 - 10  |
| Cadoneghe        | 15 - 8  | Dese           | 7 - 5  | 8 - 3   |
| Gradese          | 5 - 7   | Bubi Merano    | 2 - 4  | 3 - 3   |
| Marina CSA       | 22 - 13 | Avezzano       | 15 - 6 | 7 - 7   |
| Bellator Frusino | 13 - 6  | Velletri       | 6 - 2  | 7 - 4   |
| Cerbara          | 10 - 5  | Ostia          | 4 - 2  | 6 - 3   |
| Torrino          | 8 - 7   | ATS Quartu     | 4 - 5  | 4 - 2   |
| Modugno          | 6 - 10  | Team Matera    | 2 - 4  | 4 - 6   |
| Nocerina         | 13 - 9  | CUS Campobasso | 9 - 3  | 4 - 6   |
| Aversa           | 10 - 3  | Gragnano       | 5 - 2  | 5 - 1   |
| Libertas Corbino | 9 - 6   | Catanzaro      | 4 - 2  | 5 - 4   |

## Ottavi di finale
Gli incontri di andata si sono disputati tra il 27 novembre e il 1º dicembre, quelli di ritorno l'11 dicembre 2001 a campi invertiti.
| Squadra 1   | Totale  | Squadra 2        | Andata | Ritorno |
| ----------- | ------- | ---------------- | ------ | ------- |
| Bubalo 92   | 10 - 12 | Gordona          | 2 - 6  | 8 - 6   |
| IGP Pisa    | 7 - 8   | San Michele      | 4 - 3  | 3 - 5   |
| Rimini      | 10 - 7  | San Benedetto    | 6 - 5  | 4 - 2   |
| Cadoneghe   | 13 - 3  | Bubi Merano      | 6 - 0  | 7 - 3   |
| Marina CSA  | 12 - 5  | Bellator Frusino | 4 - 4  | 8 - 1   |
| Cerbara     | 5 - 4   | Torrino          | 3 - 1  | 2 - 3   |
| Team Matera | 19 - 7  | Nocerina         | 6 - 3  | 13 - 4  |
| Aversa      | 6 - 10  | Libertas Corbino | 4 - 5  | 2 - 5   |

## Quarti di finale
Gli incontri di andata si sono disputati il 15 gennaio, quelli di ritorno il 29 gennaio 2002 a campi invertiti.
| Squadra 1   | Totale | Squadra 2        | Andata | Ritorno |
| ----------- | ------ | ---------------- | ------ | ------- |
| San Michele | 15 - 8 | Gordona          | 4 - 5  | 10 - 4  |
| Cadoneghe   | 16 - 8 | Rimini           | 10 - 3 | 6 - 5   |
| Marina CSA  | 7 - 8  | Cerbara          | 3 - 5  | 4 - 3   |
| Team Matera | 12 - 8 | Libertas Corbino | 10 - 3 | 2 - 5   |

## Fase finale
La final four della manifestazione è stata organizzata dal Gruppo Sportivo San Michele Poggio a Caiano e si è svolta dal 2 al 3 marzo 2002 presso l'Estra Forum di Prato.

### Tabellone
|  | Semifinali       | Semifinali       | Semifinali |           |             | Finale      | Finale | Finale |  |
|  |                  |                  |            |           |             |             |        |        |  |
|  | Team Matera (gg) | Team Matera (gg) | 5          |           |             |             |        |        |  |
|  | Team Matera (gg) | Team Matera (gg) | 5          |           |             |             |        |        |  |
|  | Cerbara          | Cerbara          | 4          |           |             |             |        |        |  |
|  | Cerbara          | Cerbara          | 4          |           | Team Matera | Team Matera | 2      |        |  |
|  |                  |                  |            |           | Team Matera | Team Matera | 2      |        |  |
|  |                  |                  | Cadoneghe  | Cadoneghe | 1           |             |        |        |  |
|  | San Michele      | San Michele      | Cadoneghe  | Cadoneghe | 1           | 3           |        |        |  |
|  | San Michele      | San Michele      |            |           |             |             |        |        |  |
|  | Cadoneghe        | Cadoneghe        | 6          |           |             |             |        |        |  |

### Semifinali
| Arbitri: | Fabrizio Ferrari (Modena) Piero Usala (Cagliari) |

|                                                         |           |                                    |
| Rispoli 6’ Genchi 23’ Stigliano 28’ Pastanella 43’ (gg) | Marcatori | 4’ Biancolillo 11’, 38’ Testarmata |

| Arbitri: | Alessandro Scarpelli (Catanzaro) Amerigo Scatena (Tivoli) |

|                                           |           |                                                  |
| Brancatello 15’ Lombardo 18’ Cavataio 27’ | Marcatori | 3’ Frizziero 4’, 8’ Baldan 10’ Donato 37’ Piazza |

### Finale per il terzo posto
| Arbitri: | ? Cazzato (Pisa) Luca Rogai (Genova) |

|                                                                          |           |                                                               |
| Balducci 22'28'’, 34'03'’, 36'28'’ Leone 38'51'’ Lombardo 48'40'’ (t.l.) | Marcatori | 9'32'’ Biancolillo 17'44'’, 27'59'’ Donati 34'38'’ Testarmata |

### Finale
| Arbitri: | Gianluca Dal Mas (Bolzano) Giampaolo Gallone (Busto Arsizio) |

| |            | |
| Rispoli 3'44'’ Sergio 32'05'’ | Marcatori  | 38'42'’ Donato |
| · Franco Cirigliano · Luigi Di Capua · Franco Perrucci · Cesare Rispoli · Lorenzo Genchi · Giovanni Proto · Ezio Borraccino · Antonio Pastanella · Osvaldo Stigliano · Luca Sergio · Fabio Volpe | Formazioni | · Dos Santos · Fabio Piazza · Sergio Drago · Andrea Baldan · Stefano Frizziero · Stefano Agostini · Mirco Daniele · Massimiliano Gasparini · Enrico Donato · Davide Marzaro |
| Nino Crapulli | Allenatori | Marco Langè |